# Chile Vamos
Chile Vamos ist ein rechtsgerichtetes Parteienbündnis in Chile, das aus vier politischen Parteien besteht, die sich dem Spektrum Mitte-Rechts und Rechts zuordnen lassen: Unión Demócrata Independiente (UDI), Renovación Nacional (RN), Partido Regionalista Independiente Demócrata (PRI) und Evópoli. Daneben gab es die etwas größere Mitte-links-Gruppierung Concertación und die nicht im Parlament vertretene Linkskoalition Juntos Podemos. Das binomiale Wahlsystem Chiles begünstigt die Bildung zweier großer Blöcke und begünstigt das zweitstärkste Bündnis, also die Alianza. Es wurde am 29. Januar 2015 von den Generalsekretären der beteiligten Parteien während einer Zeremonie im ehemaligen Gebäude des Nationalkongresses unter dem heutigen Namen ins Leben gerufen. Am 27. April 2016 wurde Chile Vamos für die Teilnahme an den Kommunalwahlen offiziell in das Wahlregister aufgenommen und mit der Bestätigung des Kabinetts Piñeras II wurde die Allianz am 11. März 2018 offizielle Regierungskoalition.
Dieses Bündnis trat bisher unter verschiedenen Namen zu Wahlen an.
- Democracia y Progreso (1989–1992)
- Participación y Progreso (1992–1993)
- Unión por el Progreso (1993–1996)
- Unión por Chile (1996–2000)
- Alianza por Chile (2000–2009, 2013–2015)
- Coalición por el Cambio (2009–2013)
- Chile Vamos (2015–heute)
  - Vamos por Chile (2021)
- Chile Podemos Más (2021)
- Chile Seguro (2023)

Bei der Präsidentschaftswahl 2005/2006 hatten die beiden Parteien für den ersten Wahlgang jeweils eigene Kandidaten, zum zweiten Wahlgang am 15. Januar 2006 unterstützten beide Parteien mit Sebastián Piñera den Kandidaten der Renovación Nacional, nachdem Joaquín Lavín von der Unión Demócrata Independiente nur den dritten Platz der vier Kandidaten erreicht hatte. Bei den gleichzeitig stattfindenden Parlamentswahlen trat das Bündnis mit einer gemeinsamen Liste an.

## Wahlergebnisse

### Abgeordnetenhaus
| Jahr | %     | Sitze      | Name der Liste                 |
| ---- | ----- | ---------- | ------------------------------ |
| 1989 | 34,18 | 48 von 120 | Democracia y Progreso          |
| 1993 | 36,68 | 50 von 120 | Unión por el Progreso de Chile |
| 1997 | 36,26 | 47 von 120 | Unión por Chile                |
| 2001 | 44,27 | 57 von 120 | Alianza por Chile              |
| 2005 | 38,70 | 54 von 120 | Alianza                        |
| 2009 | 43,44 | 58 von 120 | Coalición por el Cambio        |
| 2013 | 36,23 | 49 von 120 | Alianza                        |
| 2017 | 38,68 | 72 von 120 | Chile Vamos                    |
| 2021 | 25,43 | 52 von 120 | Chile Podemos Más              |

### Senat
| Jahr | %     | Sitze     | Name der Liste                 |
| ---- | ----- | --------- | ------------------------------ |
| 1989 | 35,03 | 9 von 18  | Democracia y Progreso          |
| 1993 | 37,32 | 9 von 18  | Unión por el Progreso de Chile |
| 1997 | 36,64 | 20 von 38 | Unión por Chile                |
| 2001 | 44,03 | 18 von 48 | Alianza por Chile              |
| 2005 | 37,24 | 17 von 38 | Alianza                        |
| 2009 | 45,10 | 16 von 38 | Coalición por el Cambio        |
| 2013 | 38,05 | 16 von 38 | Alianza                        |
| 2017 | 37,71 | 19 von 38 | Chile Vamos                    |
| 2021 | 27,86 | 24 von 50 | Chile Podemos Más              |

### Verfassungsebene Versammlung
| Jahr | %     | Sitze      | Name der Liste  |
| ---- | ----- | ---------- | --------------- |
| 2021 | 20,56 | 37 von 138 | Vamos por Chile |
| 2023 | 21,07 | 11 von 50  | Chile Seguro    |

### Kommunalwahl
| Jahr | %     | Name der Liste           |
| ---- | ----- | ------------------------ |
| 1992 | 29,67 | Participación y Progreso |
| 1996 | 32,47 | Unión por Chile          |
| 2000 | 40,09 | Alianza por Chile        |
| 2004 | 37,66 | Alianza                  |
| 2008 | 36,05 | Alianza                  |
| 2012 | 32,88 | Coalición                |
| 2016 | 38,47 | Chile Vamos              |
| 2021 | 26,02 | Chile Vamos              |

## Wahlsymbole

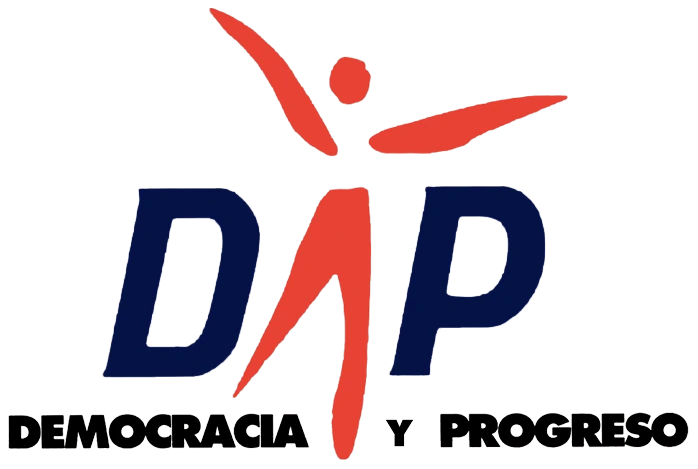
1989
1993
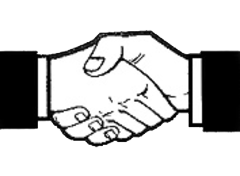
2001, 2005, 2013
2009
2017
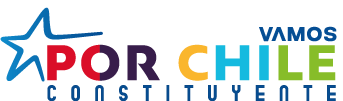
2021 (Verfassunggebende Versammlung)
2021